# ICarly: Przyjęcie z Victoria znaczy zwycięstwo
iCarly: Przyjęcie z Victoria znaczy zwycięstwo (ang. iCarly: iParty with Victorious) – amerykański film komediowy wyprodukowany na podstawie serialu iCarly. Jego światowa premiera miała miejsce w USA 11 czerwca 2011 roku na amerykańskim Nickelodeon, natomiast w Polsce odbyła się 22 października 2011 roku na kanale Nickelodeon Polska. Jest to crossover seriali iCarly i Victoria znaczy zwycięstwo, w którym występują główne bohaterki Miranda Cosgrove i Victoria Justice. Piosenki czołówkowe obu seriali Leave It All To Me i Make It Shine zostają jednym utworem Leave It All To Shine, które zostały zaśpiewane przez aktorów filmu.

## Opis fabuły
Carly Shay (Miranda Cosgrove) jest bardzo podekscytowana swoim związkiem ze Stephenem. Wraz z Freddiem Bensonem (Nathan Kress) są online i widzą na czacie Tori Vega (Victoria Justice). Jednak nie jest ona sama. Chłopak, z którym widzą ją znajomi to ta sama osoba, z którą spotyka się Carly. Rozwścieczona dziewczyna natychmiast leci do Los Angeles, aby wyjaśnić całą sprawę. Gdy znalazła się na miejscu, informuje Tori, że chłopak oszukał je obie. Dziewczyny planują wspólną zemstę. Tymczasem reszta przyjaciół spotyka się z grupą "Victorious".

## Obsada/Bohaterowie

### iCarly
- Miranda Cosgrove jako Carly Shay – główna prowadząca iCarly.
- Jennette McCurdy jako Sam Puckett – współprowadząca iCarly oraz najlepsza przyjaciółka Carly.
- Nathan Kress jako Freddie Benson – producent techniczny iCarly.
- Jerry Trainor jako Spencer Shay – zwariowany rzeźbiarz oraz starszy brat Carly.
- Noah Munck jako Gibby Gibson – najlepszy przyjaciel Carly, Sam i Freddiego.
- David St. James jako pan Howard – nauczyciel Carly, Sam i Freddiego. Nienawidzi wszystkich uczniów.
- Mary Scheer jako Marissa Benson – nadopiekuńcza mama Freddiego.

### Victoria znaczy zwycięstwo
- Victoria Justice jako Tori Vega – uczennica elitarnej szkoły artystycznej Hollywood Arts.
- Leon Thomas III jako André Harris – najlepszy przyjaciel Tori i uczeń szkoły artystycznej Hollywood Arts.
- Matt Bennett jako Robbie Shapiro – kujon oraz student szkoły Hollywood Arts. Zawsze chodzi ze swoją kukiełką Rexem. Myśli, że Rex jest żywą istotą.
- Elizabeth Gillies jako Jade West – dziewczyna Becka. Antagonistka. Nienawidzi Tori. Jest uczennicą szkoły Hollywood Arts.
- Ariana Grande jako Cat Valentine – najlepsza przyjaciółka Tori i studentka szkoły artystycznej Hollywood Arts.
- Avan Jogia jako Beck Oliver – aktor oraz chłopak Jade. Chodzi do szkoły artystycznej Hollywood Arts.
- Daniella Monet jako Trina Vega – starsza siostra Tori i studentka szkoły Hollywood Arts.
- Jake Farrow jako Rex Powers (tylko głos) – kukiełka.
- Marilyn Harris jako pani Harris – babcia André.
- Eric Lange jako Erwin Sikowitz – nauczyciel Hollywood Arts.
- Lane Napper jako Lane Alexander – szkolny psycholog.
- Michael Eric Reid jako Sinjin Van Cleef – kujon ze szkoły Hollywood Arts.

### Gość specjalny
- Kenan Thompson jako on sam

### Pozostali
- Erik Betts jako Panda
- Justin Castor jako Mark
- Jen Lilley jako Monie
- Kwame Patterson jako DJ Mustang
- Cierra Russell jako Mabel
- Walt Shoen jako Wilson
- Cameron Deane Stewart jako Steve Carson

## Wersja polska
Wersja polska: dla Nickelodeon Polska – Start International Polska

Udział wzięli:
- Justyna Bojczuk – Carly
- Aleksandra Traczyńska – Sam
- Mateusz Narloch – Freddie
- Adrian Perdjon – Spencer
- Piotr Janusz – Gibby

W pozostałych rolach:
- Agnieszka Kunikowska – mama Freddiego
- Paweł Szczesny – pan Howard
- Grzegorz Kwiecień – Steven Carson
- Angelika Kurowska – Tori Vega
- Monika Pikuła – Trina Vega
- Paweł Ciołkosz – André Harris
- Józef Pawłowski – Robbie Shapiro
- Przemysław Wyszyński – Beck Oliver
- Maria Niklińska – Jade West
- Marcin Perchuć – Sikowitz
- Mirosława Nyckowska – babcia André
- Cezary Kwieciński – Kenan Thompson
- Elżbieta Kopocińska-Bednarek – Monie
- Jakub Szydłowski – DJ Mustang

i inni